# Catanduva Futebol Clube
O Catanduva Futebol Clube é um clube brasileiro de futebol da cidade de Catanduva, no estado de São Paulo. Foi fundado em 16 de novembro de 2017. Em 2023, o Catanduva foi vice-campeão da Segunda Divisão do Campeonato Paulista, conquistando o acesso à Série A3.

## História
O clube foi fundado em 2017, idealizado pelo padre Osvaldo de Oliveira Rosa, responsável pela Escolinha de Futebol "Padre Osvaldo", fundada em 2010, projeto social que acolhe cerca de 300 garotos.
Fez sua estreia profissional na Segunda Divisão do Campeonato Paulista em 2018. Começou sua campanha com ótimos resultados. No entanto, ao longo a competição houve uma drástica queda no rendimento da equipe, que sofreu diversas derrotas e empates. Com poucos pontos, acabou terminando em penúltimo em seu grupo, apenas na frente do seu rival de cidade, o Grêmio Catanduvense.

## Estatísticas

### Participações
| Aumento | Promovido à divisão superior  |
| Baixa   | Rebaixado à divisão inferior  |
| Inativo | Licenciamento no ano seguinte |

|  | Participações em 2025 |

| Competição | Competição | Temporadas | Melhor campanha     | Estreia | Última | A | R |
| São Paulo  | Série A3   | 2          | 5º colocado (2024)  | 2024    | 2025   | – | – |
| São Paulo  | Série A4   | 5          | Vice-campeão (2023) | 2018    | 2023   | 1 |   |

### Temporadas
Legenda:
| Campeão Vice-campeão Eliminado nas semifinais | Campeão e promovido à divisão superior Vice-campeão e/ou promovido à divisão superior Rebaixado à divisão inferior | Classificado à fase de grupos da Copa Libertadores Classificado à fase preliminar da Copa Libertadores Classificado à Copa Sul-Americana Campeão do Campeonato do Interior |